# Axuxa VI
Axuxa VI (em armênio/arménio: Աշուշայ; romaniz.: Ašuša(y)) foi um vitaxa (vice-rei) de Gogarena da família mirrânida do século VIII.

## Nome
Axuxa (Աշուշայ, Ašuša(y)) é um nome armênio de origem iraniana, cuja etimologia é desconhecida.

## Vida
Axuxa era vitaxa de Gogarena e pertencia à família mirrânida. Aparece na Lista Real III de Juanxir Juanxeriani na qual é descrito como curopalata. Era príncipe de Trelca, Taxir e Asócia e casou-se em cerca de 748 com a segunda filha de Meribanes, chefe da deposta dinastia cosroida da Ibéria. Cyril Toumanoff pensa que a menção ao título de curopalata como título de Axuxa é equivocada, pois era cedido pelo Império Bizantino apenas aos príncipes presidentes da Ibéria, e não às dinastas menores, cujo título comum era o de patrício. Assim, Toumanoff associa-o a outro Axuxa citado numa inscrição como patrício e mampal.